# 番頭
番頭（ばんとう、ばんがしら）
1. 歴史用語としての番頭については、下記参照。
2. 2005年（平成17年）改正前商法43条（改正後の25条に相当）に存在した法律用語。

「番頭」は公家・武家において警護職の頭を指し、警護そのもの（番役）を指し示すこともあった。歌舞伎『勧進帳』において、関守が語る「方々、きっと番頭つかまつれ」という科白に、その名残を留めている。近世から近代にかけての商家では、奉公人（商業使用人）の長を指している。

## 中世の番頭
中世における番頭（ばんとう）は、在家に対する年貢・公事の徴収単位として編成された番の徴収責任者として有力農民から選ばれた者の称。後に惣村が形成されると、惣村によって推挙されて、領主からその代表者として任命されるようになった。

## 近世武家の番頭

### 江戸幕府の番頭
武家における番頭（ばんがしら）は、主に江戸幕府で大番の指揮官が大番頭（役高5000石）と呼ばれ、平時は江戸城・大坂城の警備、二条城における二条在番を務め、また有事および行軍に際しては幕府軍の一番先手の備並びに騎馬隊指揮官（侍大将）として、番方（武官）の最高位にあたり、側衆（役高5000石）・留守居（役高5000石）と並んで、旗本の役職の中で最高の格式を誇った。5000石以上の旗本または、1万石クラスの譜代大名から複数が任じられた。大番頭配下の中間管理職は大番組頭 (役高600石)と呼ばれた。その他、将軍の身辺警護の責任者である小姓組番頭 (役高4000石)、将軍の居室をはじめとする城中の警備責任者である書院番頭（役高4000石、戦時は幕府直轄の二番手備指揮官）などがあった。
大番頭は警備隊長・一指揮官にすぎないが、江戸町奉行や大目付といった役職より格上であった。幕府はいわば軍事政権であるため、軍事・警備の責任者の地位が高かったためであると推定される。

### 諸藩の番頭
諸藩においても、番頭は、平時は警備部門の内で最高の地位にあるものを指し、戦時には備の指揮官となることが多い。また、警備部門（番方）の家臣が、藩主に具申したいことがある場合、藩主に取り次ぎをすることもあった。この職権を持つ家臣は、番頭ではなく侍頭・組頭と呼称される藩もあった。組頭と番頭の二つの役職が存在する藩にあっては、どちらが格上かは一義的に断定はできないが、番頭のほうが格上なことが多い。しかし、組頭が侍大将であり、騎馬組などの馬上の武士団を預けられている場合は、番頭より格上なこともある。
江戸時代中期の赤穂藩、浅野家のように組頭の奥野定良（松の廊下刃傷事件のとき、数え55歳）が、父が家老職であったとはいえ、並みの家老より格段に石高が多く、城代家老・筆頭家老の大石良雄の1500石に次ぐ、藩内二番目の1000石を給付されていた。奥野定良については、番頭とする分限帳も存在するため、同藩では番頭と組頭は同じ意味で使用されていたものと思われる。
番頭の実質的な藩内の力を見極めるには、番頭の家禄・役高のほか、番頭が番方からの藩主に対する取次権や人事の具申権を持っているか否かが重要である。番頭の諸藩における地位は、厳密にはまちまちであり、家老、年寄・中老に次ぐ重職であることもあれば、用人より格下のこともある。しかし、藩内における番頭の序列に一定の傾向が存在することは明らかである。小さな藩や職制が簡素な藩では、家老に次ぐ重臣が用人となる。小藩では用人が家老の全般を補佐するので、番頭よりも用人の身分が高くなる。他方、大きな藩では、家老と用人の中間に年寄・中老をはじめ、さまざまな家老を補佐する役職があるので、用人の役目は相対的に低くなり、特命事項や庶務的なものとなるので、用人は番頭より格下となることもある。小さな藩では、番頭・江戸留守居役、及び公用人がおおむね同格の藩もあれば、番頭のほうが格上の藩もある。番頭より江戸留守居役、公用人のほうが格上ということは少ない。大きな藩では、江戸留守居役、及び公用人より番頭のほうが格上である。番頭は、物頭（者頭）、給人より格上であることは諸藩に共通である。
しかしながら藩主への取次や具申という役割では用人と変わらないためか、財政難が進む江戸時代後期になると番頭が用人を兼務する藩も登場し、なかには熊本藩細川氏家中や岡山藩池田氏家中、姫路藩酒井氏家中のように「番頭用人」というひとつの役職として江戸武鑑に掲載される場合もある。
幕府の役職に相当する小姓組番頭や書院番頭は、諸藩にあっては番頭よりやや格下であり、小姓組組頭・書院組頭と呼称されることが多く、小さな藩にあっては、番頭がこれらの役目を兼帯していた。大雑把に言って、諸藩にあって番頭は「上の中クラス」以上の家格の者から選ばれている。
太平の世では、家柄が重んじられて任命された。泰平の世では、一般論として、能力がなく家柄が高い武家を、番頭をはじめとする番方の幹部にしたとする指摘もある。しかし越後長岡藩のように一部の藩では奉行・用人などの功労者の中で、一定の筋目を持つ有能な士を名誉職的な意味合いで、番頭に抜擢することもあった。

## 近世・近代の商家の番頭
商家における番頭（ばんとう）とは、主に江戸時代、商家使用人の内で高位にある管理職を指す。大規模な商家（大店）では筆頭（一番）番頭から〇番番頭と複数人を置くこともあった。
10歳前後で商店に丁稚（上方）・小僧（江戸）として住み込んで使い走りや雑役に従事し、手代を経て番頭となる。商業経営のみならず、その家の家政にもあたっており、勤務時の着物も手代までと違い羽織を着用することが許された。また、丁稚はもちろんのこと手代までは住み込みを原則とする商家が多く、番頭になってようやく住み込みから解放され、通い（自宅通勤）が許されるといったケースが多かった。さらに、結婚も番頭になるまでは許さないことが多かった。番頭は、暖簾分けされて独立することもあったが、番頭を任されるまでには厳しい生存競争を勝ち抜く必要があった。店や地域・時代により多少違いはあるが、この競争を勝ち抜いた者が概ね30歳前後（当時としては中年の域である）で番頭職につくのが多かった。
大坂の町人学者で唯物論的な思想を唱えた山片蟠桃（升屋小右衛門、長谷川芳秀）は、升屋の番頭だったことをもじって自ら「蟠桃（ばんとう）」と称した。
近代に入り、「支配人」「理事長」などと名称は変わっても一般には「番頭」の呼称が広く用いられた。「三井の番頭」であった益田孝は工部省鉱山技師だった團琢磨を三井に招き、三池鉱山を買収するなど戦前の三井財閥を支えた。丁稚奉公から身を起こした金子直吉は貿易商鈴木商店の大番頭と呼ばれた人物である。大正時代の政党政治家であった加藤高明は、政界入りに先だって、三菱本社副支配人の地位にあり、三菱財閥創業者岩崎弥太郎の息女と結婚していたことから、政敵からはしばしば「三菱の大番頭」と皮肉られた。
法律用語としては、2005年（平成17年）の商法改正以前、ある種類又は特定事項の委任を受けた使用人を例示する用語として「番頭、手代」が充てられ、特に番頭は上位の商業使用人との意味であったが、この年の改正によって消滅した。